# ベーカー街221B
座標: 北緯51度31分24秒 西経0度09分30秒 / 北緯51.52333度 西経0.15833度

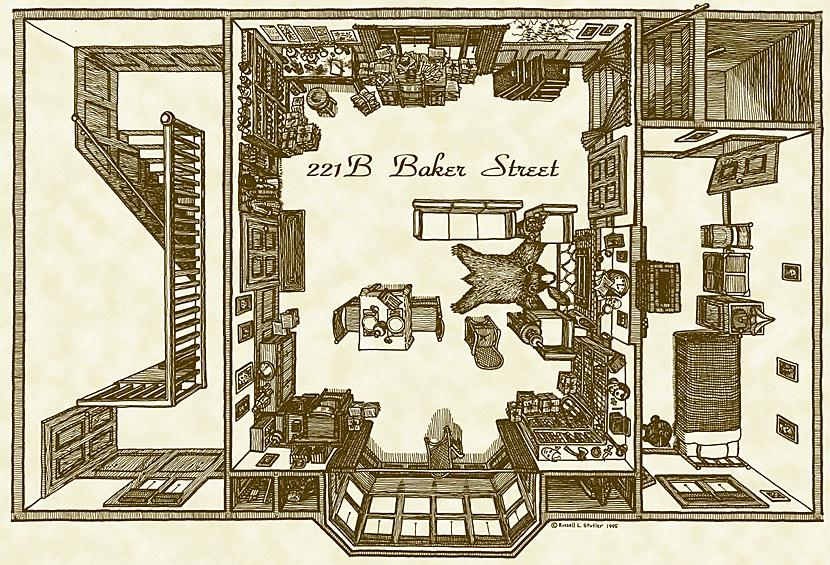
ベーカー街221Bの見取り図

ベーカー街221B（ベーカーがいにひゃくにじゅういちビー、221B Baker Street）は、イギリスの小説家、アーサー・コナン・ドイルのシャーロック・ホームズシリーズにおいて、主人公の私立諮問探偵シャーロック・ホームズが住んでいたベーカー街にある下宿の住所である。
ホームズは1880年代初頭から引退する1903年まで、ハドスン夫人の経営するこの下宿で過ごした。ホームズの友人で伝記作家のジョン・H・ワトスン医師が、独身時代に共同生活をしていた場所でもある。
221Bの「B」はラテン語・フランス語のビス（Bis, 第2の）に由来し、建物の増改築などによって同じ番地に2軒の住宅が建つことになった場合などに使われた記号で、この住所つまりホームズたちの下宿の場合は階上にあることを示していた。1階のハドスン夫人の自宅はサフィックスのない唯の221だったと思われる。訳者によりベイカー街221Bのほか、「B」を「b」や「乙」としたり、「221のB」ともする。

## 221Bの同定

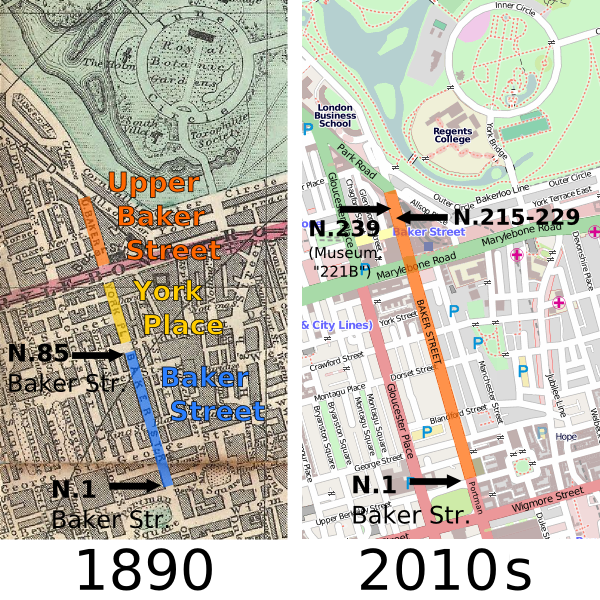
ホームズの時代と現代のベーカー街の比較

ベーカー街は、ロンドン中で最も有名な通りである。ウエスト・エンドの中心を南北に走る街路であり、ハイド・パークの東北隅から北に向かってリージェンツ・パークの西南端に至る。
ホームズが活躍していた時代にはベーカー街の東側が1から42まで、西側が44から85まで（43は欠番）となっていて、221Bは存在しない住所だった。後にベーカー街に含まれる北のヨークプレイスは1–40、さらに北のアッパー・ベーカー街も1–54であり、221Bはどこにもなかった。
ワトスンが存在しない住所をホームズの部屋として公表したのは、実際の位置を偽装する目的であると考えられたため、本来の場所を突き止めようとする試みがシャーロキアンによって行なわれている。作中には2階の下宿へ昇るための階段が17段だった（「ボヘミアの醜聞」）こと、向かいに空き家があった（「空き家の冒険」）ことなどの手がかりが示されているものの、現在の住所で19説・21説・27説・31説・49説・59–63説・59–67A説・109説・111説・119説・221説などが乱立し、決定的な説はない。ドイルがベーカー街を訪れたことは一度もなかったという説もある。

## 作中で221Bを訪ねた人々

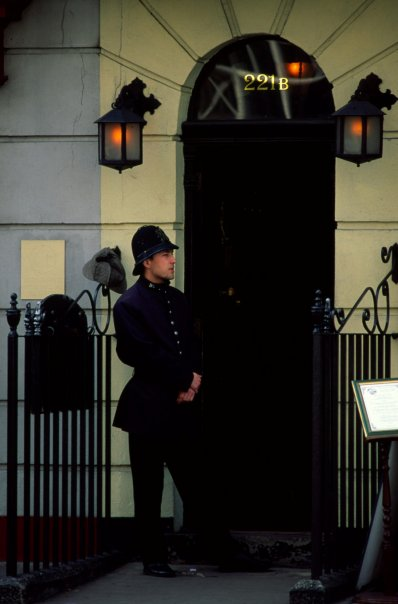
警官の歩哨付きの玄関

221Bのホームズの下宿兼探偵事務所には、ボヘミア国王や英国首相も含めて多くの依頼人が訪れている。初期にはホームズに対抗心を抱いていたレストレード警部も、「六つのナポレオン」の頃には、しばしば221Bを訪れては談笑するくらいに打ち解けていた。女性の依頼人も多くいたが、その中にはのちにワトスン夫人となるメアリー・モースタン（『四つの署名』）もいる。
221Bにホームズを訪ねながら後に殺された依頼人は、「オレンジの種五つ」のジョン・オープンショウと、「踊る人形」のヒルトン・キュービットのふたり。前者の事件でホームズは大いに自尊心を傷つけられ、後者の事件ではワトスンもかつて見た事がないほどの落胆を見せた。
兄のマイクロフト・ホームズが221Bを訪ねたのは作中2度だけで、「ブルースパーティントン設計書」で、マイクロフトが来ると聞いたホームズは、これでは惑星も軌道を外れかねないと驚いている。ただし、マイクロフトは弟の依頼に応じて「最後の事件」から「空き家の冒険」までの間、ホームズの部屋をそのままにするようハドソン夫人に頼んでいるはずなので、他にも訪ねた事がある可能性もある。

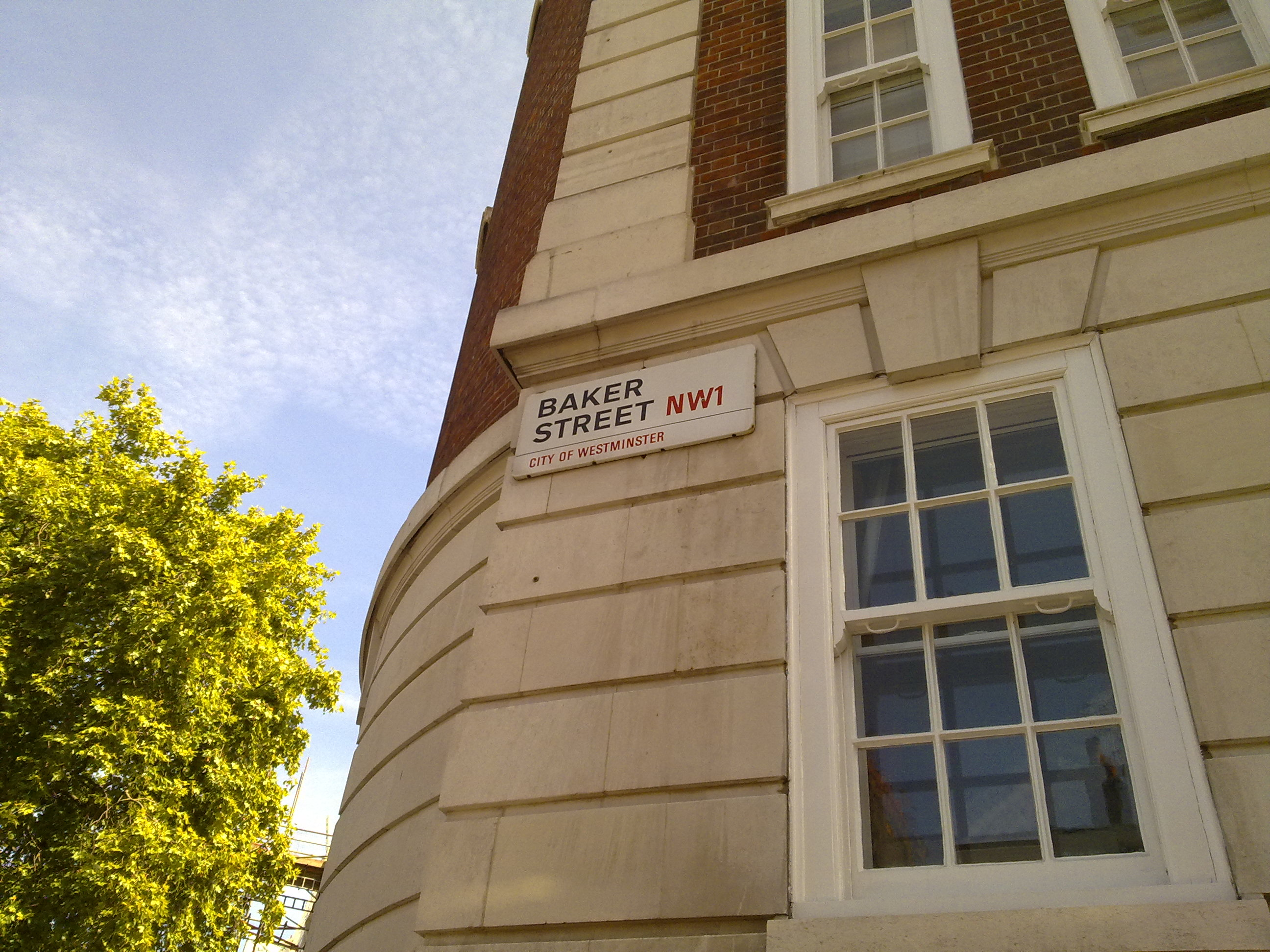
ベーカー街の標識

依頼人だけでなく、ホームズに敵対する側の人々もたびたび221Bにやってきた。その中でも最も恐るべき人物はもちろんジェームズ・モリアーティ教授で、「最後の事件」で両者が対決するくだりはシリーズ屈指の名場面になっている。そのほか、ホームズの眼前で火掻き棒をねじまげて威嚇したグリムズビー・ロイロット博士（「まだらの紐」）や、ホームズも臍をかんで見送るしかなかった唯一の人物、恐喝王ミルヴァートン（「犯人は二人」）らが特筆される。
厳密には221Bに足を踏み入れたわけではないが、セバスチャン・モラン大佐（「空き家の冒険」）はホームズの部屋に銃弾を撃ちこんだ二人しかいない人物の1人である。なお、もう1人は他ならぬホームズ自身（「マスグレーヴ家の儀式」）。
もうひとり、やはりホームズの部屋を訪れたわけではないが特筆される人物は、221Bの下宿前で「おやすみなさい、シャーロック・ホームズさん」の言葉を残して去った「あの女性」ことアイリーン・アドラー（「ボヘミアの醜聞」）である。

## 現実の221B
長らくベーカー街は85までだったが、1921年にヨークプレイスを、1930年にアッパー・ベーカー街を合併したことで、番地が増えた。1930年にアッパー・ベーカー街を合併したとき、旧アッパー・ベーカー街41がベーカー街221となった。

### アビ・ハウス

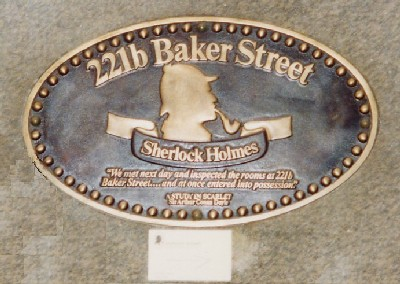
アビ・ハウスに設置されていたプラーク

アッパー・ベーカー街41にあったアビ・ロード・ビルディング・ソサイエティ（後に合併や組織変更に伴い何度も社名が変更されるため、この項目内ではアビと略す）の所有する建物が、221となった。この建物はアビの本部ビル建設のため同年に取り壊された。
1932年に215–229を占めるアビ・ハウス (Abbey House) が完成した。住所が221Bを内包するため、アビ・ハウスには世界中からホームズ宛の手紙が届くようになり、アビは返事などを担当する専門の「ホームズ秘書」を設けて対応した。1985年にはベーカー街221Bを示すブロンズ製のプラーク（銘板）が玄関脇の柱に取り付けられ、グラナダ版でホームズを演じたジェレミー・ブレットの手で除幕が行なわれている。アビ・ハウスは2002年までアビの本部ビルとして使用された。しかし、2004年にアビはSCHグループの傘下となり、2005年にアビ・ハウスを立ち退き、2006年にはアビ・ハウスを不動産開発のアビリティ・グループに売却した。その後、アビ・ハウスは取り壊された。
跡地は高級賃貸マンションとなった。かつてベーカー街221Bを示すプラークがあった場所には、「219」と番地の書かれたシンプルなプレートが取り付けられている。

### シャーロック・ホームズ博物館

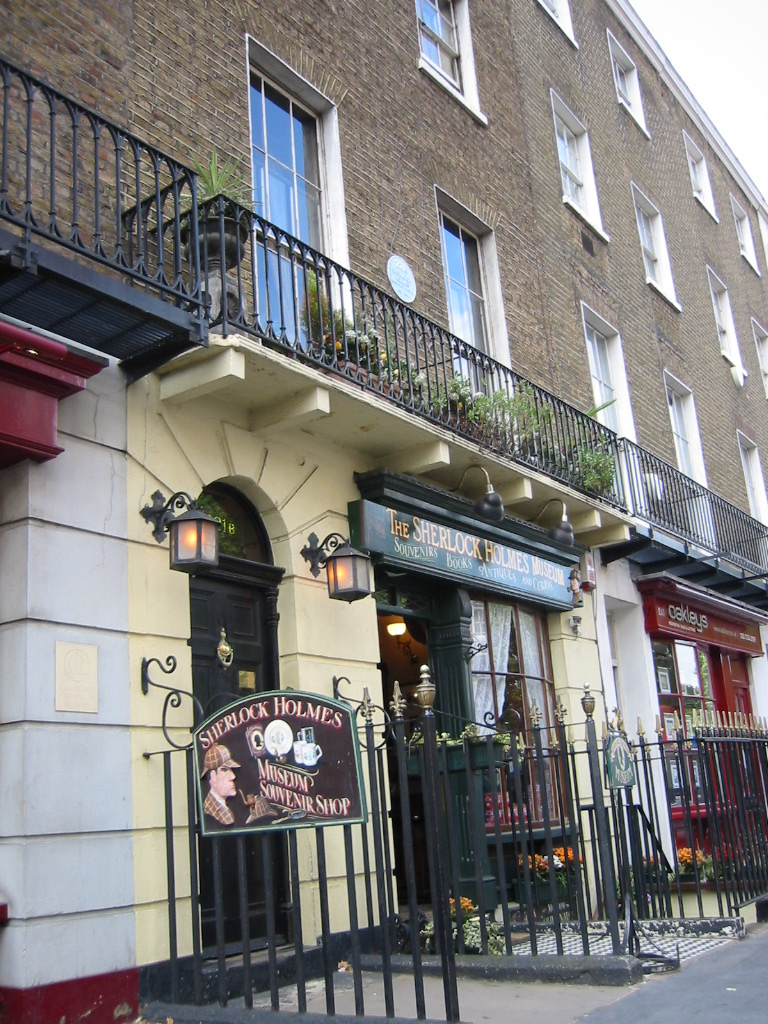
シャーロック・ホームズ博物館

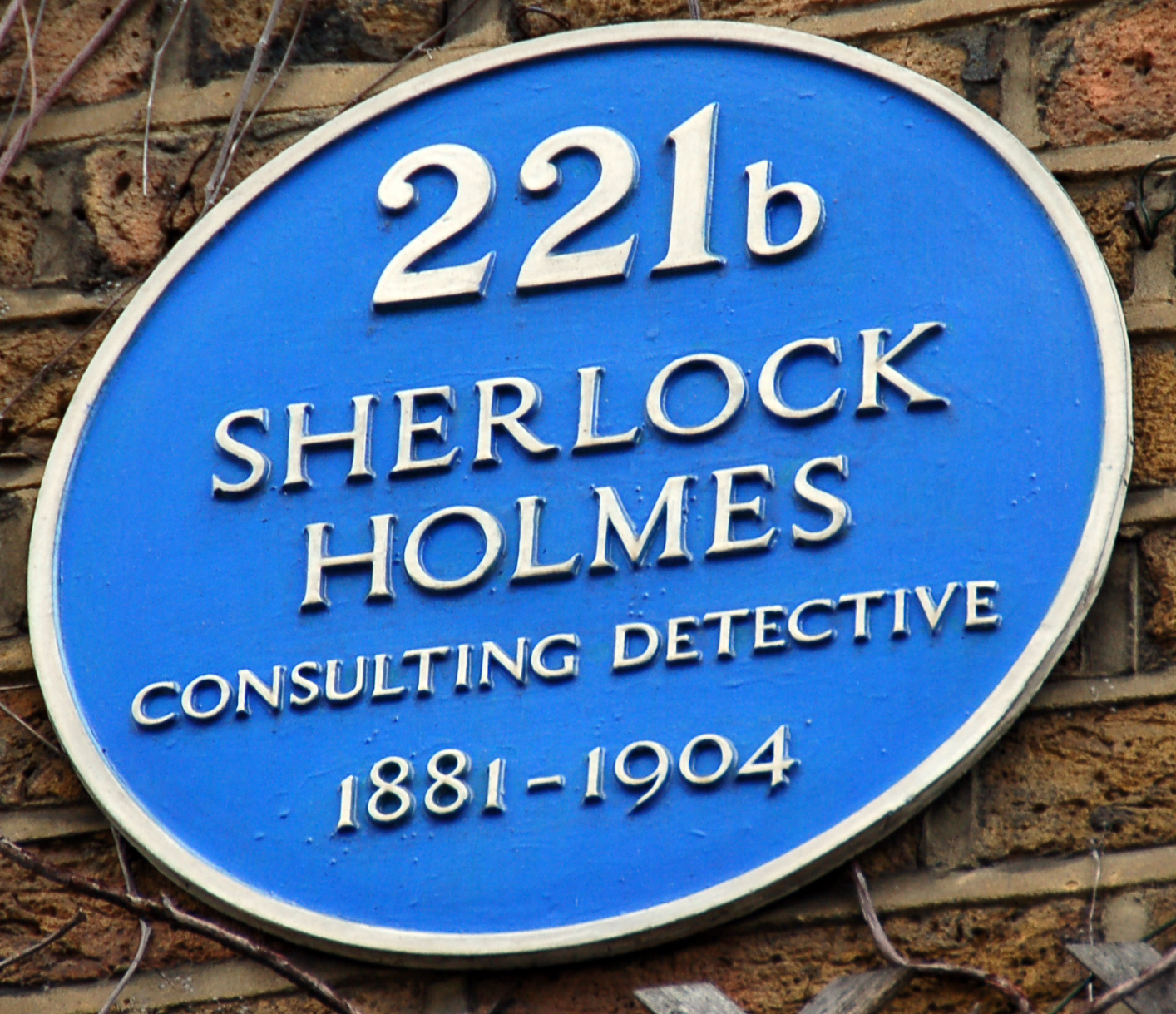
市によって設置された、シャーロック・ホームズが住んでいたことを記念するブルー・プラーク

1990年1月、実業家のジョン・アイディアンツがベイカー街239のビル（1815年建設、元はアッパー・ベーカー街32）を買収し、5月にシャーロック・ホームズ博物館 (The Sherlock Holmes Museum) としてオープンさせた。このビル内に「ボヘミアの醜聞」で言及された17段の階段があることを理由に、博物館の場所こそが221Bであると主張している。同年3月にベーカー街221Bを示すブループレートが取り付けられ、ウェストミンスター市議会議長の手により除幕が行われた。